# Božidar Drovenik
Božidar (Božo) Drovenik, slovenski entomolog, * 16. februar 1940, Celje. † 12. maj 2020, Kamnik.
Diplomiral je 1970, doktoriral pa 1979 na Oddelku za biologijo Biotehniške fakultete v Ljubljani. Ukvarjal se je s favno, ekologijo, zoogeografijo in sistematiko žuželk, zlasti hroščev. Sprva je bil v letih 1967-72  zaposlen na Inštitutu za raziskovanje krasa pri SAZU v Postojni, tudi aktiven jamar, nato pa je kot dolgoletni sodelavec Biološkega inštituta Jovana Hadžija pri Znanstvenoraziskovalnem centru SAZU (kjer je bil od 1986 do upokojitve znanstveni svetnik), ustvaril zbirko okoli 400.000 primerkov hroščev. Deset vrst in celo en rod hroščev je dobilo ime po njem – »droveniki«. Drovenik se je kot raziskovalec še posebej ukvarjal z alpskim kozličkom (Rosalia alpina), ki je ogrožena (ranljiva) vrsta, značilna za območje Menine planine.
Drovenik je veljal za enega izmed vodilnih evropskih koleopterologov – raziskovalcev hroščev.

## Nekateri strokovni članki
- Nove vrste jamskih hroščev v Sloveniji (COBISS)
- Prispevek k poznavanju kozličkov (COBISS)
- Prispevek k poznavanju favne rodu Bembidion (COBISS)